# Nanyangosaurus
Nanyangosaurus is een plantenetend geslacht van ornithischische dinosauriërs behorend tot de groep van de Euornithopoda dat tijdens het vroege Krijt leefde in het gebied van het huidige China.

## Naamgeving en vondst
De typesoort Nanyangosaurus zhugeii werd in 2000 benoemd en beschreven door Xu Xing, Zhao Xijin, Lü Junchang, Huang Wanbo, Li Zhanyang en Dong Zhiming. De geslachtsnaam verwijst naar de stad Nanyang. De soortaanduiding eert een van de beroemdste historische inwoners van die stad, de legendarische derde-eeuwse strateeg Zhuge Liang.
Het holotype, IVPP V 11821, is in 1994 gevonden bij het dorp Houzhuang in het district Neixiang in de provincie Henan in lagen van de Sangpingformatie, de Xiaguan redbeds, die dateren uit het Albien. Het bestaat uit een gedeeltelijk skelet zonder schedel. Bewaard zijn gebleven: acht ruggenwervels, een sacrum van zes wervels, zesendertig staartwervels, drie chevrons, een stuk zitbeen, een vrijwel volledige voorpoot en een vrij complete achterpoot. De resten zijn van een volwassen exemplaar.
In 1979 zijn voetsporen van een euronithopode gemeld.

## Beschrijving
Nanyangosaurus is een vrij kleine euornithopode. De grootte ervan is geschat op vier à vijf meter. De lengte van het dijbeen is 517 mm, van het scheenbeen 548 mm.

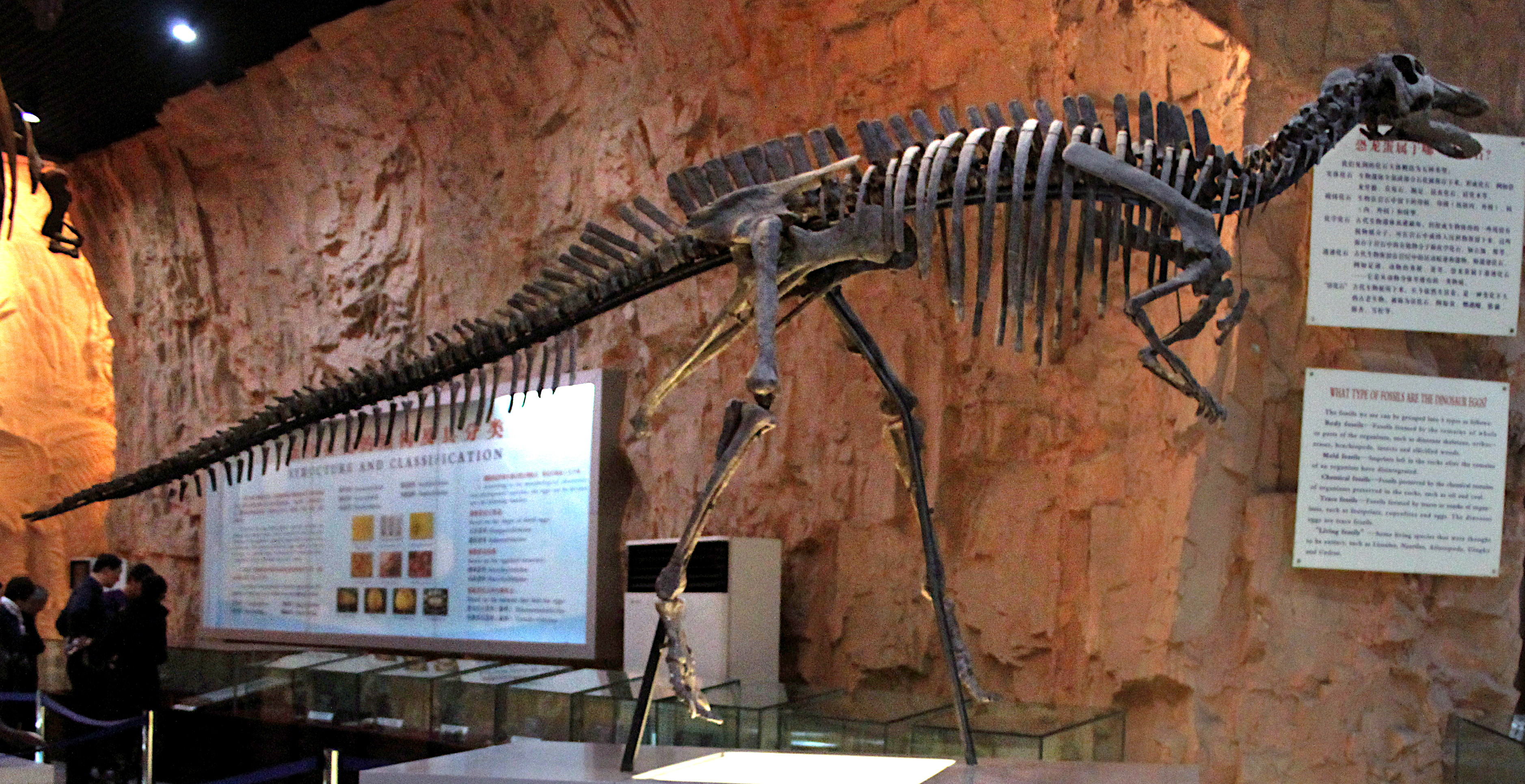
Een skeletopstelling

De voorste bewaarde ruggenwervel, uit het midden van de rug, heeft een bolle voorkant; de verdere zijn aan beide zijden afgeplat. Hun gewrichtsvlakken zijn hartvormig. De achterste ruggenwervels zijn verbonden door verbeende pezen; een serie van twee heeft een gekielde onderkant. Het sacrum bestaat uit zes vergroeide wervels; de beschrijvers rekenen echter ook de achterste ruggenwervel en de voorste staartwervel tot de sacrale wervels, die dan acht in getal zijn. Hun uiteinden zijn plat en cirkelvormig, hun wervellichamen laag en breed; de achterste vier hebben een middengroeve op de onderkant. De staartwervels hebben platte uiteinden; naar achteren toe worden ze korter maar ook langwerpiger van vorm. De wervellichamen van de eerste drie staartwervels hebben een cirkelvormige doorsnede, nummers vier tot en met veertien een rechthoekige; bij de drie volgende is de vorm die van een trapezium, tot en met de 22e is er dan een onregelmatige zeshoek, die voor achterste wervels overgaat in een regelmatige zeshoek; de allerlaatste is weer rond in doorsnee. Na de 22e staartwervel zijn er geen zijuitsteeksels meer. De doornuitsteeksels van de staart zijn langer dan de chevrons.
De arm is slank gebouwd. Het opperarmbeen, 265 mm lang, heeft een hoekige deltopectorale kam en een vrij langgerekt onderste uiteinde. De gewrichtsknobbel die het drieëntwintig centimeter lange spaakbeen raakt is kleiner en meer naar onderen uitstekend dan die voor de, 243 mm lange, ellepijp. De duim is niet bekend en de beschrijvers denken dat die geheel gereduceerd was. De middenhand is vrij lang. De derde en vierde middenhandsbeenderen zijn robuust gebouwd en hadden een dragende functie, wat ook blijkt uit de stevige van hoefjes voorziene vingers.
Het zitbeen is licht gebogen met een verbreed uiteinde. Het dijbeen heeft een rechte buitenzijde en de buitenste onderste gewrichtsknobbel is maar half zo breed als de binnenste. Deze knobbels raken elkaar aan de voorkant maar zijn niet vergroeid. Het scheenbeen is bovenaan in dwarsdoorsnede breed; het kuitbeen in doorsnede halvemaanvormig. Het sprongbeen is vergroeid met het calcaneum en is vooraan rechthoekig in doorsnede met maar een laag uitsteeksel dat de voorkant van het scheenbeen overgroeit. Het eerste middenvoetsbeen is onbekend en ook hier nemen de beschrijvers aan dat die ook bij het levende dier afwezig was. Het tweede middenvoetsbeen is bovenaan hoger dan het derde. De voetklauwen zijn hoefvormig.

## Fylogenie
Gezien het ontbreken van de schedel is het lastig de precieze verwantschappen van Nanyangosaurus te bepalen. De schrijvers van de fylogenie voerden een kladistische analyse uit met als uitkomst dat de soort een basaal lid van de Hadrosauroidea was, boven Probactrosaurus in de stamboom staand als een nauwe verwant van de Hadrosauridae.